# Emile Theodule de Christen
Emile Theodule de Christen (1835 – Ronno, 1870) è stato un militare francese che ha combattuto in più di un esercito.
Legittimista convinto, militò da giovanissimo prima nell'Esercito francese nella guerra di Crimea, poi in quello di Francesco II delle Due Sicilie e infine nell'Esercito Pontificio.

## Biografia
Cadetto di una nobile famiglia dell'Alsazia francese, il conte Emile Theodule de Christen si dedicò, sin dalla giovane età, alla vita militare con un certo successo: a soli venticinque anni, infatti, raggiunse il grado di colonnello dell'Esercito Francese. Con quel grado, nel 1860, si congedò dall'Esercito Francese per partire alla volta di Roma, ubbidendo alla chiamata generale fatta da Papa Pio IX all'aristocrazia europea per costituire una struttura militare in difesa del potere temporale della Chiesa, ormai in forte stato d'assedio. 

In realtà, sebbene la sua originaria intenzione fosse quella di arruolarsi direttamente tra le file dell'Esercito pontificio, de Christen entrò, sia pure all'ultimo momento, a far parte del Real Esercito delle Due Sicilie. Degna di nota è l'organizzazione della resistenza messa in atto a Bauco, oggi Boville Ernica in provincia di Frosinone,  (28 gennaio 1861) contro l'Esercito piemontese. Lo scontro fu durissimo (vi prese parte anche l'Artiglieria piemontese) e si rivelò la sola vittoria dell'asercito borbonico durante la conquista del sud Italia.
Il generale Maurizio Gerbaix de Sonnaz comandante della colonna di circa tremilacinquecento piemontesi alzò bandiera bianca chiedendo parlamentari. L'accordo tra de Sonnaz e de Christen fu:  i Piemontesi si ritiravano subito dal territorio Pontificio senza più ritornarvi; de Christen non avrebbe ripreso a combattere contro i Savoia fintanto che Francesco II fosse alla difesa di Gaeta.

Quando il Regno delle Due Sicilie inevitabilmente cadde, de Christen si recò a Napoli, per prendere parte alla guerriglia borbonica in corso contro il Regno d'Italia, sviluppatasi nel cosiddetto brigantaggio postunitario. Ma lì fu arrestato e finì imprigionato nel carcere di Santa Maria Apparente. Al processo, de Christen fu definitivamente condannato a 10 anni di galera, e destinato prima nel bagno penale di Nisida e poi nel carcere piemontese di Gavi. A causa di pressioni internazionali, il conte alsaziano non scontò tutta la pena, ma fu liberato dopo soli 2 anni. 

Appena libero si recò a Roma per riprendere contatto con gli esuli napoletani ed per arruolarsi nell'Esercito Pontificio. Combatté nella battaglia di Mentana ed alla Presa di Roma il 20 settembre 1870.
Pochissimo tempo dopo morì, per una grave malattia, a soli 35 anni.

## Scritti
- Giornale della mia prigionia seguita dal racconto di una campagna negli Abruzzi, 1866, p. 79
- Journal de ma captivité: suivi du récit d'une campagne dans les Abruzzes, Josserand, 1866
- Diario di un soldato borbonico nelle carceri italiane, Editoriale Il Giglio, 1997